# بيا مانشيني
بيا مانشيني (بالإسبانية: Pia Mancini)‏ هي عالمة سياسة أرجنتينية، ولدت في القرن العشرين.

## وصلات خارجية
- الموقع الرسمي